# Grudzień 2004 w sporcie
Zobacz też: Grudzień 2004 · Zmarli w grudniu 2004

## 30 grudnia
- Puchar Świata w kombinacji norweskiej w Oberhofie: zawody (rozgrywane tzw. metodą Gundersena – dwa skoki i bieg na 15 km) wygrał Fin Hannu Manninen.

## 29 grudnia
- Turniej Czterech Skoczni: zawody Pucharu Świata w skokach narciarskich w Oberstdorfie wygrał Fin Janne Ahonen przed Norwegiem Roarem Ljoekelsoeyem i Adamem Małyszem.
- Puchar Świata w narciarstwie alpejskim: slalom specjalny kobiet w Semmering wygrała Austriaczka Marlies Schild, bieg zjazdowy mężczyzn w Bormio wygrał jej rodak, Johann Grugger.
- Regaty Sydney-Hobart wygrał australijski jacht „Nicorette”, dowodzony przez Szweda Ludde Ingvalda.

## 28 grudnia
- Puchar Świata w narciarstwie alpejskim w Semmering: slalom gigant wygrała Austriaczka Marlies Schild.
- Zaproszeniowe zawody biathlonowe w Gelsenkirchen (na stadionie piłkarskim klubu Schalke) wygrała para norweska Ole Einar Bjørndalen i Liv-Kjersti Eikeland. Trzecie miejsce zajęli Polacy Tomasz Sikora i Magdalena Gwizdoń. Zawodami w Gelsenkirchen zakończył karierę wieloletni reprezentant Niemiec, mistrz olimpijski Peter Sendel.
- O zakończeniu kariery poinformowała także rosyjska biegaczka narciarska Lubow Jegorowa, sześciokrotna mistrzyni olimpijska.

## 26 grudnia
- Początek regat żeglarskich Sydney-Hobart.
- Skoki narciarskie: konkurs świąteczny na zakopiańskiej Wielkiej Krokwi wygrał Adam Małysz przed Robertem Mateją i Mateuszem Rutkowskim.

## 24 grudnia
- W Londynie zmarła nagle Elwira Seroczyńska, polska łyżwiarka szybka, wicemistrzyni olimpijska ze Squaw Valley w 1960 w wyścigu na 1500 m.

## 22 grudnia
- Puchar Świata w narciarstwie alpejskim: slalom gigant kobiet w Sankt Moritz wygrała Słowenka Tina Maze, slalom specjalny mężczyzn we Flachau wygrał Włoch Giorgio Rocca.
- W Katowicach reprezentacja Polski w hokeju zremisowała z ekipą gwiazd ligi zawodowej NHL 3:3 (1:1, 1:1, 1:1). Przeprowadzoną dodatkowo rozgrywkę rzutów karnych gwiazdy NHL wygrały 2:0.

## 21 grudnia
- Puchar Świata w narciarstwie alpejskim: supergigant kobiet w Sankt Moritz wygrała Niemka Hilde Gerg, slalom gigant mężczyzn we Flachau zakończył się zwycięstwem (drugim w ciągu kilku dni) Kanadyjczyka Thomasa Grandiego.

## 20 grudnia
- Międzynarodowa Federacja Piłkarska FIFA przyznała tytuł Piłkarza roku Brazylijczykowi Ronaldinho.
- Międzynarodowa Federacja Tenisowa przyznała tytuły mistrzów świata za rok 2004 Szwajcarowi Rogerowi Federerowi i Rosjance Anastazji Myskinie.

## 19 grudnia
- Mistrzostwa Europy w piłce ręcznej kobiet na Węgrzech: tytuł mistrzowski zdobyły Norweżki, pokonując w finale Dunki 27:25 (11:11). Brązowy medal zdobyły Węgierki po zwycięstwie nad Rosjankami 29:25 (14:13).
- Puchar Świata w biathlonie w Oestersund: w biegach masowych (ze startu wspólnego) zwycięstwa Francuza Raphaëla Poirée i Norweżki Liv Grete Poirée (pary małżeńskiej).
- Puchar Świata w narciarstwie alpejskim: ponownie odwołano bieg zjazdowy kobiet w Val d'Isere. Slalom gigant mężczyzn w Val Gardena wygrał Kanadyjczyk Thomas Grandi.
- Puchar Świata w skokach narciarskich w Engelbergu: siódme w sezonie zwycięstwo Fina Ahonena.
- Puchar Świata w bobslejach w Cortina d’Ampezzo: zwycięstwo czwórki szwajcarskiej z pilotem Martinem Annenem.

## 18 grudnia
- Puchar Świata w bobslejach w Cortina d’Ampezzo: konkurencję dwójek wygrali Kanadyjczycy Pierre Lueders i Lascelles Brown.
- Puchar Świata w narciarstwie alpejskim: z powodu wichury odwołano zawody kobiet (bieg zjazdowy) w Val d'Isere. Bieg zjazdowy mężczyzn w Val Gardena wygrał Niemiec Max Rauffer.
- Puchar Świata w skokach narciarskich w Engelbergu: zwycięstwo Fina Janne Ahonena.
- Puchar Świata w biegach narciarskich w Ramsau: wygrane Estonki Kristiny Šmigun (15 km) i Francuza Vincenta Vittoza (30 km) w biegach masowych (ze startu wspólnego) techniką dowolną.
- Puchar Świata w biathlonie w Oestersund: bieg na dochodzenie wygrała Rosjanka Olga Zajcewa.
- Puchar Świata w saneczkarstwie (tory naturalne) w Kampill: inauguracyjne zawody w konkurencji jedynek męskich wygrali Włosi Anton Blasbichler i Patrik Pigneter, którzy uzyskali identyczne czasy.
- Puchar Świata w skeletonie w Siguldzie: zwycięstwo Amerykanki Noelle Pikus-Pace i Kanadyjczyka Duffa Gibsona.

## 17 grudnia
- Rozlosowano pary piłkarskiej Ligi Mistrzów. W meczach, zaplanowanych na 22 i 23 lutego 2005 (rewanże 8 i 9 marca), zmierzą się: Real Madryt – Juventus F.C.; FC Porto – Inter Mediolan; FC Barcelona – Chelsea F.C.; Werder Brema – Olympique Lyon; Liverpool F.C. – Bayer 04 Leverkusen; PSV Eindhoven – AS Monaco; Manchester United – A.C. Milan; Bayern Monachium – Arsenal F.C.
- W meczach 1/16 finału piłkarskiego Pucharu UEFA w lutym 2005 zmierzą się: Grazer – Middlesbrough, Heerenveen – Newcastle United, Basel – Lille, Parma – VfB Stuttgart, Sporting – Feyenoord, Alemannia Aachen – AZ Alkmaar, Austria Wiedeń – Athletic Bilbao, Partizan Belgrad – Dnipro Dniepropietrowsk, Valencia – Steaua Bukareszt, Ajax Amsterdam – Auxerre, CSKA Moskwa – Benfica, Fenerbahçe – Real Saragossa, Panathinaikos – Sevilla, Szachtar Donieck – Schalke 04, Olympiakos Pireus – Sochaux i Dynamo Kijów – Villarreal.
- Puchar Świata w biathlonie w Oestersund: bieg na dochodzenie wygrał Norweg Egil Gjelland.
- Puchar Świata w snowboardzie w Bad Gastein: konkurencję slalomu równoległego wygrali reprezentanci Szwajcarii: Ursula Bruhin i Philipp Schoch.
- Puchar Świata w narciarstwie alpejskim w Val Gardena: supergigant mężczyzn wygrał Austriak Michael Walchhofer.
- Puchar Świata w bobslejach w Cortina d’Ampezzo: zawody kobiece wygrały Niemki Sandra Prokoff i Berit Wiacker. Po raz pierwszy panie rywalizowały na słynnym, znanym z trudności technicznych torze olimpijskim w Cortina.
- Puchar Świata w saneczkarstwie (tory naturalne) w Kampill (Włochy): inauguracja kolejnego sezonu, zwycięstwo Włoszki Renate Gietl (jedynki kobiet) oraz Rosjan Porszniewa i Łazariewa (dwójki mężczyzn).

## 16 grudnia
- Puchar Świata w biathlonie w Oestersund: bieg sprinterski kobiet wygrała Francuzka Sandrine Bailly.
- Piłkarski Puchar UEFA: w ostatnich meczach rundy grupowej awans do 1/16 finału wywalczyły: Feyenoord Rotterdam, Schalke Gelsenkirchen, FC Basel (grupa A), Athletic Bilbao, Steaua Bukareszt, AC Parma (grupa B), Dniepr Dniepropietrowsk, Real Saragossa, AC Parma (grupa C), Newcastle United, FC Sochaux, Sporting CP (grupa D). Losowanie par odbędzie się 17 grudnia w Nyonie.

## 15 grudnia
- Puchar Świata w biegach narciarskich w Asiago: sprinterskie sztafety wygrały zespoły Norwegii (męski i kobiecy).
- Puchar Świata w biathlonie w Oestersund: bieg sprinterski mężczyzn wygrał Norweg Stian Eckhoff (pierwsze zwycięstwo w zawodach pucharowych w karierze).
- Zakończenie fazy grupowej w czterech grupach piłkarskiego Pucharu UEFA. Awans do dalszych rozgrywek wywalczyły: Middlesbrough FC, Villarreal C.F., Partizan Belgrad (grupa E), AZ Alkmaar, AJ Auxerre, Grazer AK (grupa F), VfB Stuttgart, SL Benfica, SC Heerenveen (grupa G), Lille OSC, Sevilla FC, Alemannia Aachen (grupa H). Do tych zespołów w dalszej części rozgrywek na wiosnę dołączą ekipy wyeliminowane z Ligi Mistrzów (trzecie w swoich grupach): Olympiakos SFP, Dynamo Kijów, Ajax Amsterdam, Fenerbahçe SK, Panathinaikos Ateny, Szachtar Donieck, Valencia CF i CSKA Moskwa oraz po trzy najlepsze zespoły z grup A, B, C i D Pucharu UEFA, wyłonione ostatecznie 16 grudnia.

## 14 grudnia
- Puchar Świata w biegach narciarskich w Asiago: biegi sprinterskie wygrali reprezentanci Norwegii Marit Bjørgen i Jens Arne Svartedal.
- Zmarł George Hunter, mistrz olimpijski w boksie (kategoria półciężka) z igrzysk w Londynie (1948, reprezentant RPA.

## 13 grudnia
- Puchar Świata w narciarstwie alpejskim w Sestriere: wieczorny slalom specjalny wygrał lider klasyfikacji pucharowej Amerykanin Bode Miller.
- Henryk Kasperczak został zwolniony z funkcji trenera Wisły Kraków. Jego miejsce zajął Czech Verner Lička.
- Prestiżową Złotą Piłkę pisma „France Football” dla najlepszego piłkarza grającego w Europie otrzymał Ukrainiec Andriej Szewczenko (A.C. Milan).

## 12 grudnia
- Puchar Świata w skokach narciarskich w Harrachovie: piąte w sezonie zwycięstwo zdecydowanego lidera klasyfikacji pucharowej Fina Janne Ahonena.
- Puchar Świata w biegach narciarskich w Val di Fiemme: zwycięstwa sztafet Norwegów i Rosjanek.
- Puchar Świata w biathlonie w Oslo-Holmenkollen: biegi na dochodzenie wygrali Niemiec Sven Fischer i Francuzka Sandrine Bailly.
- Puchar Świata w narciarstwie alpejskim: slalom specjalny w Altenmarkt wygrała Finka Tanja Poutiainen (zostając jednocześnie ponownie liderką klasyfikacji generalnej Pucharu), slalom gigant w Val d'Isere wygrał Amerykanin Bode Miller.
- Puchar Świata w bobslejach w Igls: pierwsze w karierze zwycięstwo pilota Aleksandra Zubkowa na czele czwórki rosyjskiej.
- Puchar Interkontynentalny zdobyła w Jokohamie drużyna FC Porto. Triumfatorzy Ligi Mistrzów pokonali kolumbijski Once Caldas (zdobywcę Copa Libertadores) po rzutach karnych 8:7 (wcześniej był bezbramkowy remis). Była to ostatnia edycja Pucharu w dotychczasowej formule – od przyszłego roku będzie rozgrywany turniej z udziałem sześciu ekip, najlepszych na poszczególnych kontynentach.
- Mistrzostwa Europy w pływaniu na basenie krótkim (25-metrowym) w Wiedniu: dwa medale reprezentantów Polski. Swój trzeci medal na mistrzostwach zdobył Paweł Korzeniowski (brąz na 200 m stylem dowolnym), srebro na dystansie 200 m stylem klasycznym wywalczył Sławomir Kuczko.
- Turniej finałowy cyklu ITTF Pro Tour w tenisie stołowym w Pekinie wygrali we wszystkich konkurencjach reprezentanci gospodarzy: Wang Liqin (gra pojedyncza mężczyzn), Guo Yue (gra pojedyncza kobiet), Chen Qi i Ma Lin (debel mężczyzn), Wang Nan i Zhang Yining (debel kobiet).

## 11 grudnia
- Puchar Świata w skokach narciarskich w Harrachovie: zwycięstwo Adama Małysza (25 w karierze w zawodach pucharowych).
- Puchar Świata w biegach narciarskich: zwycięstwa Norweżki Marit Bjørgen i Niemca Axela Teichmanna w biegach łączonych.
- Puchar Świata w bobslejach w Igls: zwycięstwo szwajcarskiej osady Martin Annen i Beat Hefti w konkurencji dwójek.
- Puchar Świata w biathlonie w Oslo-Holmenkollen: konkurencje sprinterskie wygrali Norweg Ole Einar Bjørndalen (nowy lider klasyfikacji pucharowej) i Rosjanka Olga Zajcewa.
- Puchar Świata w narciarstwie alpejskim: zwycięstwo Austriaczki Alexandry Meissnitzer w supergigancie w Altenmarkt oraz Austriaka Wernera Franza w biegu zjazdowym w Val d'Isere.
- Puchar Świata w saneczkarstwie w Calgary: zwycięstwo Niemca Davida Möllera.
- Mistrzostwa Europy w pływaniu na basenie krótkim (25-metrowym) w Wiedniu: dwa medale reprezentantów Polski. Aleksandra Urbańczyk zdobyła złoto na 100 m stylem zmiennym (ustanawiając jednocześnie rekord Polski), Paweł Korzeniowski srebro na 200 m stylem motylkowym. Sztafeta Holenderek 4 × 50 m stylem zmiennym ustanowiła rekord świata.
- Michał Listkiewicz wybrany na kolejną kadencję na prezesa Polskiego Związku Piłki Nożnej.
- W Sofii mistrzostwo Europy w curlingu zdobyli reprezentanci Niemiec, przed Szwedami i Norwegami. Tytuł wśród kobiet obroniły Szwedki, przed Szwajcarkami i Norweżkami.
- Boks zawodowy: tytuł mistrza świata federacji WBC w wadze ciężkiej obronił Ukrainiec Witalij Kliczko, pokonując przez nokaut techniczny Brytyjczyka Danny’ego Williamsa.
- Francuski wspinacz Jean-Christophe Lafaille dokonał pierwszego zimowego wejścia na ośmiotysięcznik Sziszapangma.

## 10 grudnia
- Mistrzostwa Europy w pływaniu na basenie krótkim (25-metrowym) w Wiedniu: Niemiec Thomas Rupprath zdobył złote medale na 100 m delfinem oraz 50 m stylem grzbietowym, ustanawiając jednocześnie na krótszym dystansie rekord świata.
- Z rozpoczętego w Pekinie turnieju finałowego cyklu ITTF Pro Tour w tenisie stołowym odpadł jedyny Polak, Lucjan Błaszczyk (po porażce z Niemcem Bollem).
- Puchar Świata w bobslejach w Igls: zwycięstwo osady niemieckiej Sandra Prokoff i Berit Wiacker w konkurencji kobiet.
- Puchar Świata w skeletonie w Igls: zwycięstwa Szwajcara Gregora Staehliego i Amerykanki Noelle Pikus-Pace.
- Puchar Świata w saneczkarstwie w Calgary: zwycięstwo Niemki Barbary Niedernhuber (jedynki kobiet) oraz Amerykanów Marka Grimmette i Briana Martina (dwójki).

## 9 grudnia
- Mistrzostwa Europy w pływaniu na basenie krótkim (25-metrowym) w Wiedniu: Polacy zdobyli dwa medale, Aleksandra Urbańczyk srebro (200 m stylem zmiennym), Paweł Korzeniowski brąz (400 m stylem dowolnym). Austriak Markus Rogan ustanowił rekord Europy na dystansie 200 m stylem grzbietowym.
- Puchar Świata w biathlonie w Oslo-Holmenkollen: zwycięstwa reprezentantów Niemiec, Svena Fischera (20 km) i Martiny Glagow (15 km). Na podium znaleźli się reprezentanci Polski, trzecie miejsca zajęli Tomasz Sikora i Magdalena Gwizdoń (po raz pierwszy w karierze).
- Ogłoszono, że w wielkoszlemowym turnieju tenisowym Australian Open 2005 nie wystąpi była liderka rankingu światowego, Belgijka Kim Clijsters.
- Na Węgrzech początek mistrzostw Europy kobiet w piłce ręcznej.
- Zakończyła karierę sportową Francuzka Melanie Suchet, czwarta zawodniczka igrzysk olimpijskich w Nagano 1998 w alpejskim biegu zjazdowym. Suchet doznała groźnej kontuzji podczas zawodów w Lake Louise tydzień wcześniej.

## 8 grudnia
- Meczem z Meksykiem zakończyła reprezentacyjną karierę piłkarską Amerykanka Mia Hamm, która w 276 meczach zdobyła 158 bramek oraz uczestniczyła trzykrotnie w mistrzostwach świata i igrzyskach olimpijskich. Obok Hamm, kariery zakończyły także dwie inne utytułowane zawodniczki amerykańskie, Julie Foudy i Joy Fawcett.
- Ostatnie mecze grupowe piłkarskiej Ligi Mistrzów. Grupę szesnastu drużyn, które awansowały do 1/8 rozgrywek, uzupełniły Real Madryt, Bayer 04 Leverkusen, AS Monaco i Liverpool F.C. Losowanie par 1/8 finału odbędzie się 17 grudnia 2004 w Nyonie.
- Victor Pițurcă został trenerem piłkarskiej reprezentacji Rumunii. Zastąpił Anghela Iordănescu.

## 7 grudnia
- Pierwszy dzień ostatniej kolejki grupowych rozgrywek piłkarskiej Ligi Mistrzów. Do dalszych gier zakwalifikowały się Arsenal F.C., Werder Brema i obrońca trofeum FC Porto. Zobacz wyniki.

## 5 grudnia
- Po zwycięstwie Carlosa Moyi nad Andy Roddickiem 6:2, 7:6, 7:6 Puchar Davisa po raz drugi w historii przypadł reprezentacji Hiszpanii. W ostatnim meczu, już bez znaczenia dla wyłonienia triumfatorów, Amerykanin Mardy Fish pokonał Hiszpana Robredo 7:6, 6:2. Ostatecznie Hiszpania wygrała 3:2.
- Alpejski Puchar Świata: slalom specjalny mężczyzn w Beaver Creek wygrał Austriak Benjamin Raich, supergigant kobiet w Lake Louise wygrała Austriaczka Michaela Dorfmeister.
- Puchar Świata w skokach (Trondheim): czwarta w sezonie wygrana Fina Ahonena.
- Puchar Świata w kombinacji norweskiej (Trondheim): zwycięstwo Niemca Ackermanna.
- Puchar Świata w biegach narciarskich (Berno): sztafety sprinterskie wygrały zespoły Norwegii (kobiety) i Rosji (mężczyźni).
- Puchar Świata w bobslejach (Altenberg): konkurencje czwórek wygrali Amerykanie z pilotem Toddem Haysem. W prowadzonej równolegle klasyfikacji mistrzostw Europy triumfowali Rosjanie (pilot Aleksandr Zubkow).
- Puchar Świata w saneczkarstwie (tory lodowe, Lake Placid): zawody drużynowe wygrał zespół niemiecki (jedynki mężczyzn – David Möller; jedynki kobiet – Silke Kraushaar; dwójki – Sebastian Schmidt i Andre Forker).
- Puchar Świata w biathlonie (Beitostolen): sztafety wygrały zespoły Norwegii (mężczyźni) i Rosji (kobiety).

## 4 grudnia
- Kolejne konkursy w Pucharze Świata narciarzy klasycznych. Skoki w Trondheim wygrał – po raz trzeci w sezonie – Fin Janne Ahonen, kombinację w Trondheim – Niemiec Ronny Ackermann, a sprinterskie biegi w Bernie – Norweżka Marit Bjørgen i Norweg Tor Arne Hetland.
- Biegi pościgowe w Pucharze Świata w biathlonie w Beitostolen wygrali reprezentanci Niemiec – Uschi Disl i Sven Fischer.
- Konkurencję dwójek w Pucharze Świata bobsleistów na torze w Altenbergu wygrali Kanadyjczycy Pierre Lueders i Giulio Zardo. W prowadzonej równolegle klasyfikacji mistrzostw Europy (na rok 2005 !) tytuł przypadł Niemcom Andre Langemu i Martinowi Putze.
- W finale Pucharu Davisa Hiszpania prowadzi z USA 2:1. Mecz deblowy wygrała para amerykańska Bob i Mike Bryanowie, pokonując Juana Carlosa Ferrero i Tommy’ego Robredo w trzech setach.
- Alpejski Puchar Świata: slalom gigant mężczyzn w Beaver Creek wygrał Norweg Lasse Kjus, bieg zjazdowy kobiet w Lake Louise Niemka Hilde Gerg.
- Puchar Świata w saneczkarstwie (Lake Placid): jedynki kobiet wygrała Niemka Barbara Niedernhuber, dwójki mężczyzn Niemcy Sebastian Schmidt i Andre Forker.
- Prestiżowy Rajd Barbórki wygrał Leszek Kuzaj. Popularne Kryterium Asów na Karowej w Warszawie wygrał Włoch Paolo Andreucci.

## 3 grudnia
- Po pierwszym dniu finału Pucharu Davisa w Sewilli Hiszpania prowadzi z USA 2:0. Gry pojedyncze wygrali Carlos Moyá (z Mardy Fishem) i Rafael Nadal (z Andy Roddickiem).
- Bieg zjazdowy w Beaver Creek w alpejskim Pucharze Świata wygrał Bode Miller (USA), przed rodakiem Daronem Rahlvesem i Austriakiem Michaelem Walchhoferem. Bieg zjazdowy kobiet w kanadyjskim Lake Louis wygrała Amerykanka Lindsey Kildow przed Francuzką Carole Montillet i Niemką Hilde Gerg.
- David Möller wygrał w Lake Placid zawody Pucharu Świata w saneczkarskich jedynkach.
- Zawody bobslejowego Pucharu Świata w Altenbergu wygrały Niemki Cathleen Martini i Janine Tischer, zdobywając jednocześnie tytuł mistrzyń Europy na rok 2005.

## 2 grudnia
- Walter Smith został trenerem piłkarskiej reprezentacji Szkocji. Zastąpił Niemca Bertiego Vogtsa.
- W norweskim Beitostolen zainaugurowano kolejny sezon Pucharu Świata w biathlonie. Inauguracyjne zawody sprinterskie wygrali Norweg Ole Einar Bjørndalen i Niemka Uschi Disl. Punkty pucharowe zdobyli liderzy polskiej ekipy – Tomasz Sikora był 14., Magdalena Gwizdoń – 24.
- Czwarta kolejka fazy grupowej piłkarskiego Pucharu UEFA. Ostatni mecz w rozgrywkach stoczyła Amica Wronki, na wyjeździe z francuskim Auxerre, ponosząc czwartą porażkę (1:5). Niepodziewanie z dalszych rozgrywek odpadła włoska drużyna S.S. Lazio (grupa E).
- Supergigant mężczyzn w Beaver Creek (USA) w ramach alpejskiego Pucharu Świata wygrał niespodziewanie Austriak Stephan Goergl, przed liderem klasyfikacji generalnej Amerykaninem Millerem i innym Austriakiem Scheiberem.
- Zawody Pucharu Świata w skeletonie na torze w Altenbergu wygrali Kerstin Jürgens (Niemcy) i Chris Soule (USA). Tytuły mistrzów Europy w rozgrywanych jednocześnie mistrzostwach Europy na rok 2005 przypadły Jürgens i Brytyjczykowi Kristanowi Bromleyowi.

## 1 grudnia
- Szwajcarska tenisistka, była liderka rankingu światowego, Martina Hingis, która zakończyła karierę w 2003, zapowiedziała swój udział w turnieju w Tajlandii na przełomie stycznia i lutego 2005. Nie ma to być jednak stały powrót do rozgrywek, a tylko jednorazowy występ dla wsparcia fundacji charytatywnej.